# Dicranosepsis pseudotibialis
Dicranosepsis pseudotibialis är en tvåvingeart som beskrevs av Ozerov 2003. Dicranosepsis pseudotibialis ingår i släktet Dicranosepsis och familjen svängflugor. Inga underarter finns listade i Catalogue of Life.